# Taphropeltus
Taphropeltus is een geslacht van wantsen uit de familie bodemwantsen (Lygaeidae). Het geslacht werd voor het eerst wetenschappelijk beschreven door Stål in 1872.

## Soorten
Het genus bevat de volgende soorten:

- Taphropeltus andrei (Puton, 1877)
- Taphropeltus contractus (Herrich-Schäffer, 1835)
- Taphropeltus hamulatus (Thomson, 1870)
- Taphropeltus intermedius (Puton, 1881)
- Taphropeltus limbatus (Fieber, F.X., 1870)
- Taphropeltus nervosus (Fieber, 1861)
- Taphropeltus ornatus Linnavuori, 1978